# Aphaenogaster miniata
Aphaenogaster miniata är en myrart som beskrevs av Henri Cagniant 1990. Aphaenogaster miniata ingår i släktet Aphaenogaster och familjen myror. Inga underarter finns listade i Catalogue of Life.